# Complextro
Complextro is een genre van elektronische dansmuziek met invloeden van glitch, electrohouse en chiptune. Het woord "complextro" is een samenvoeging van de Engelse woorden complex en electro. Deze term werd in 2010 door Porter Robinson gegeven om deze verscheidenheid aan videogamegeluiden vermengd met electrohouse te noemen. Het is eigenlijk een combinatie van geluiden uit glitch-, dubstep-, electrohouse- en chiptunemuziek.

## Kenmerken en afkomst
Muzikaal heeft de complextro behoorlijk vervormde geluiden die lijken op glitchhop of moderne dubstep en de melodie in plaats van gesyncopeerd te zijn, verschijnt als een break-stijl met zware en vervormde synths. Omdat het een subgenre van house is, beperkt de complextro zijn ritme van 125 tot 132 bpm met een 4/4-basis.
De preventisten van dit genre worden beschouwd als groepen als Justice en SebastiAn. Andere bekende producers in dit genre zijn deadmau5, Skrillex, Madeon, Wolfgang Gartner, Mord Fustang, Knife Party en Crookers Digitalism.
Het eerste geloofwaardige complextro-nummer wordt door Wolfgang Gartner gecrediteerd als Fire Power, uitgebracht in 2009.